# Astronidium floribundum
Astronidium floribundum és una espècie de planta de flors pertanyent a la família Melastomataceae. És endèmica de Fiji. És un petit arbre del que es coneix solament l'espècimen tipus recollit en 1927 en els vessants de la muntanya Korombamba en Viti Levu.

## Font
- World Conservation Monitoring Centre 1998. Astronidium floribundum. 2006 IUCN Xarxa List of Threatened Species. Baixat el 20-08-07.